# Йордан Плевнеш
Йордан Плевнеш (на македонска литературна норма: Јордан Плевнеш) е поет, драматург и дипломат от Северна Македония.

## Биография
Роден е през 1953 година в демирхисарското село Слоещица, тогава в Югославия. Завършва Филологическия факултет „Блаже Конески“ на Скопския университет с магистритура на тема „Македонската народна драма“. От 1985-1988 година работи в Института за македонска литература при Филологическия факултет в Скопие. Редактира „Мисла“ от 1980 до 1985 година. През 1991 година основава вестник „Република“. Преподава творческо писане в Института за източни езици и цивилизации в Париж, Университета на Тексас в Далас, Университета Йейл и Университета Орсе в Париж. Посланик е на Република Македония във Франция. Член е на Дружеството на писателите на Македония и на Македонския ПЕН център.

## Творчество
- Теорија на отровот (поезия, 1980),
- Еригон (драма, 1982),
- Мацедонише цуштенде и Југословенска антитеза (драми, 1987),
- Р (драма, 1987),
- Бесовскиот Дионис (студия, 1989),
- Драми (1989),
- Драми (1996),
- Подземна република, Безбог, Среќата е нова идеја во Европа (драми, 1992-1998).

## Награди
Носител е на наградите „Студентски збор“, Наградата на XXIII МЕСС-Сараево за най-добър драматичен текст и други.